# Sasson-Autobahn
Die Sasson-Autobahn (jap. 札樽自動車道, Sasson jidōshadō, abgekürzt 札樽道, Sassondō) ist eine Autobahn auf der japanischen Insel Hokkaidō. Sie ist 38,3 km lang und verbindet Sapporo mit Otaru. Sie trägt die Nummer E5A. Betrieben wird sie von der Autobahngesellschaft Higashi-Nihon Kōsokudōro.

## Beschreibung
Der Name ist ein Akronym zweier Kanji-Zeichen, welche die beiden miteinander verbundenen Orte repräsentieren: Sapporo (札幌) bzw. Otaru (小樽).
Am 4. Dezember 1971 wurde der erste Abschnitt zwischen Otaru und Sapporo-nishi eröffnet, zwei Monate vor Beginn der Olympischen Winterspiele 1972. Dieses 24,3 km lange Teilstück besaß zunächst nur eine Fahrspur je Richtung und war die erste Autobahn auf der Insel Hokkaidō. Zwei zusätzliche Fahrspuren standen ab 22. August 1974 zur Verfügung. Die Eröffnung des Teilstücks zwischen Sapporo-nishi und dem Autobahndreieck Sapporo (Anschluss zur Hokkaidō-Autobahn) erfolgte am 30. September 1992. Mit der Privatisierung der staatlichen Autobahnbehörde ging die Sasson-Autobahn am 1. Oktober 2005 in den Besitz der Higashi-Nihon Kōsokudōro über.
Die zulässige Höchstgeschwindigkeit beträgt durchgehend 80 km/h, die Benutzung der Autobahn ist mautpflichtig.